# Recoules-de-Fumas
Recoules-de-Fumas – miejscowość i gmina we Francji, w regionie Oksytania, w departamencie Lozère. W 2013 roku populacja gminy wynosiła 93 mieszkańców. Przez teren gminy przepływa rzeka Colagne. 